# سفارة السودان في واشنطن العاصمة
سفارة السودان في الولايات المتحدة هي التمثيلية الرسمية وسفارة السودان في الولايات المتحدة.

## مقالات ذات صلة
- سفارة ماليزيا في واشنطن العاصمة
- سفارة إندونيسيا في واشنطن العاصمة
- سفارة باكستان في واشنطن العاصمة